# جاده بالی
جاده بالی (انگلیسی: Road to Bali) فیلمی در ژانر موزیکال، زوج هنری، و کمدی رمانتیک به کارگردانی هل واکر است که در سال ۱۹۵۲ منتشر شد.

## بازیگران
- بینگ کرازبی
- باب هوپ
- دوروتی لامور
- هامفری بوگارت
- کارولین جونز
- جری لوئیس
- دین مارتین
- جین راسل
- لئون آسکین
- مایکل آنسارا
- موروین وای